# Lista de bandeiras mauricianas
Esta é uma lista de bandeiras usadas na Maurícia.

## Bandeira nacional
| Bandeira | Data          | Uso                  | Descrição |
| -------- | ------------- | -------------------- | --- |
|          | 1968–presente | Bandeira da Maurícia | Quatro faixas horizontais de vermelho, azul, amarelo e verde. O vermelho representa a luta pela liberdade e independência. O azul representa o Oceano Índico, no meio do qual a Maurícia está situado. Amarelo representa a nova luz da independência. O verde representa a agricultura das Maurícias e a sua cor ao longo dos 12 meses do ano. |

## Bandeira presidencial
| Bandeira | Data          | Uso                                | Descrição |
| -------- | ------------- | ---------------------------------- | --- |
|          | 1992–presente | Padrão do presidente das Maurícias | A bandeira da Maurícia desfigurada no centro com um círculo branco contendo o brasão de armas da Maurícia sobre duas folhas de louro douradas curvas e as letras "RM" (República da Maurícia) em ouro. |

## Bandeiras Civis
| Bandeira | Data                  | Uso                             | Descrição |
| -------- | --------------------- | ------------------------------- | --- |
|          | Desconhecido–presente | Bandeira Civil da Maurícia      | Um campo vermelho com a bandeira da Maurícia no cantão e um círculo branco contendo o brasão de armas da Maurícia no brasão.           |
|          | Desconhecido–presente | Bandeira do Governo da Maurícia | Um campo azul com a bandeira da Maurícia no cantão e o brasão de armas da Maurícia na brasão.                                          |
|          | 1974–presente         | Bandeira Maritima da Maurícia   | Um desenho de listras verticais vermelhas, brancas e azuis de larguras desiguais, desfiguradas por um emblema central de âncora/chave. |

## Bandeiras subnacionais
| Bandeira | Data | Uso                       | Descrição |
| -------- | ---- | ------------------------- | --- |
|          |      | Bandeira de Port Louis    | Uma bandeira do brasão de armas de Port Louis. Quatro âncoras brancas e cinco flores-de-lis douradas dispostas em um campo azul escuro. |
|          |      | Bandeira de Curepipe      | O brasão de Curepipe. |
|          |      | Bandeira de Quatre Bornes | O brasão de Quatre Bornes em um campo branco.                                                                                           |
|          |      | Bandeira de Rodrigues     | O brasão de Rodrigues em um campo branco cercado por uma bordadura de vermelho, azul, amarelo e verde.                                  |

## Bandeiras históricas

### Bandeiras coloniais
| Bandeira | Data        | Uso                                          | Descrição                                                                                          |
| -------- | ----------- | -------------------------------------------- | -------------------------------------------------------------------------------------------------- |
|          | 1923 - 1968 | Bandeira do Maurício Britânico               | Uma bandeira azul britânica com o brasão de armas da Maurícia no focinho.                          |
|          | 1906 - 1968 | Bandeira mercante da Ilha Britânica Maurícia | Uma bandeira britânica vermelha com o brasão de armas da Maurícia em um disco branco no avião.     |
|          | 1906 - 1923 | Bandeira da Maurício Britânica               | Uma bandeira azul britânica com o brasão de armas maurício em um disco branco no avião.            |
|          | 1869 - 1906 | Bandeira da Maurício Britânica               | Uma bandeira britânica azul com os braços de 1869 das Ilhas Maurícias em um disco branco no avião. |
|          | 1810 - 1869 | Bandeira do Maurício Britânica               | A Bandeira da União do Reino Unido.                                                                |
|          | 1794 - 1810 | Bandeira da Maurícia Francês                 | Um tricolor vertical de azul, branco e vermelho.                                                   |
|          | 1790 - 1794 | Bandeira da Maurícia Francesa                | Um tricolor vertical de vermelho, branco e azul.                                                   |
|          | 1715 - 1792 | Bandeira da Maurício Francesa                | Um campo branco com várias flores de lis.                                                          |
|          | 1652 - 1672 | Bandeira da Ilha Maurícia Neerlandesa        | Uma tribanda horizontal de vermelho, branco e azul.                                                |
|          | 1598 - 1710 | Bandeira da Ilha Maurícia Neerlandesa        | Uma tribanda horizontal da laranja, branco e azul.                                                 |
|          | 1578 - 1598 | Bandeira da Ilha Maurícia Portuguesa         | Uma bandeira branca com o brasão de armas no centro.                                               |
|          | 1521 - 1578 | Bandeira da Ilha Maurícia Portuguesa         | Uma bandeira branca com o brasão de armas no centro.                                               |
|          | 1511 - 1521 | Bandeira da Ilha Maurícia Portuguesa         | Uma bandeira branca com o brasão de armas no centro.                                               |

### Bandeiras reais
| Bandeira | Data        | Uso                                             | Descrição |
| -------- | ----------- | ----------------------------------------------- | --- |
|          | 1968 - 1992 | Estandarte Real da Maurícia                     | Uma bandeira do brasão de armas da Maurícia desfigurada no centro com uma cifra real da rainha Elizabeth II |
|          | 1837 - 1968 | Estandarte Real do Reino Unido                  | Uma bandeira do Brasão da Rainha, o Brasão Real do Reino Unido |
|          | 1816 - 1837 | Estandarte Real do Reino Unido                  | O Brasão Real depois que Hanover se tornou um reino |
|          | 1810 - 1816 | Estandarte Real do Reino Unido                  | Uma bandeira do Brasão Real da criação do Reino Unido em 1º de janeiro de 1801; primeiro e quarto quartos para a Inglaterra e País de Gales, segundo para a Escócia, terceiro para a Irlanda, com um escudo para o Eleitorado de Hanover |
|          | 1804 - 1810 | Estandarte Imperial do Primeiro Império Francês | Uma bandeira branca com bordas vermelhas e azuis e uma águia no centro, símbolo de Napoleão Bonaparte |
|          | 1715-1792   | Estandarte Real do Reino da França              | Uma bandeira branca com várias flores de lis com o brasão real no centro |
|          | 1715        | Estandarte Real do Rei Francês Luís XIV         | Uma bandeira branca com o brasão real no centro |

### Bandeiras do vice-reinados
| Bandeira | Data        | Uso                                        | Descrição |
| -------- | ----------- | ------------------------------------------ | --- |
|          | 1968 - 1992 | Bandeira do governador-geral das Maurícias | Um campo azul escuro com uma coroa de Santo Eduardo encimada por um leão coroado, sobre a palavra "MAURITIUS" em um pergaminho amarelo. |
|          | 1906 - 1968 | Bandeira do governador das Maurícias       | Uma Union Jack desfigurada no centro com o brasão de armas da Maurícia num disco branco rodeado por uma coroa de louros.                |
|          | 1869 - 1906 | Bandeira do governador das Maurícias       | Uma Union Jack desfigurada no centro com o brasão de armas de 1869 da Maurícia num disco branco rodeado por uma coroa de louros.        |